# يورغن والتر
يورغن والتر (بالألمانية: Jürgen Walter)‏ هو سياسي ألماني، ولد في 23 أغسطس 1968 بسيهيم - يوجينهايم في ألمانيا. حزبياً، نشط في الحزب الديمقراطي الاجتماعي الألماني. انتخب عضو البرلمان هسه.

## روابط خارجية
- يورغن والتر على موقع مونزينجر (الألمانية)